# Radio La Red
Radio La Red es una estación de radio argentina, ubicada actualmente en la calle Gorriti 5554 (previamente en Ángel Carranza 1441), en la ciudad de Buenos Aires.

## Historia
Comenzó a transmitir desde Avenida Santa Fe 2929, bajo la licencia que pertenecía a Radio Excelsior (antes LOV Radio Brusa), adjudicada entonces por el Estado a Red Celeste y Blanca S.A.
A partir de 1995 alcanzó los primeros lugares de audiencia, gracias a su nuevo formato dedicado al deporte e impulsado por su nuevo director: Diego Ávila, hijo de Carlos Ávila (entonces dueño de la productora Torneos y Competencias) quien designó como Gerente General a Juan Carlos García Bisio quien diseñó la programación y la identidad de la emisora hasta el año 2003. Así bajo el nombre de La Red Deportiva (nombre adoptado en 1997), basó su programación esencialmente en la Primera División del fútbol argentino, del cual Torneos poseía los derechos de transmisión por televisión.
Los periodistas deportivos más destacados formaron parte de la programación. Enrique Macaya Márquez, Fernando Niembro, Marcelo Araujo y Gonzalo Bonadeo. Además estaban Mariano Closs, Juan Fazzini, Quique Wolff, Daniel Jacubovich, Adrián Noriega, el ex árbitro clásico ya fallecido Guillermo Nimo y el exdirector técnico de la Selección de fútbol de Argentina, Carlos Salvador Bilardo. Fueron los comienzos de Sebastián Pollo Vignolo, Martín Liberman, Gustavo López, Fernando Pacini y muchos más.

### Formato deportivo
En aquella etapa todos los programas tenían un contenido similar: debates de temas actuales del deporte, entrevistas e informes de los periodistas que cubren a los principales equipos de fútbol y a la selección de la Argentina. Algunos programas tenían segmentos de humor a cargo de Martín Bilyk y Gillespi entre otros. Las transmisiones deportivas eran generalmente de los torneos de fútbol de primera división (con Mariano Closs actualmente las encabeza el reconocido relator de fútbol de Fútbol Para Todos, Sebastián Vignolo, Héctor Caldiero, Paulo Vilouta. El ascenso lo relataba Jorge Bullrich y los domingos a la mañana el Automovilismo estaba presente con el clásico Carburando, que pasó de Rivadavia a La Red.
A pesar de los buenos resultados de audiencia, en especial en el segmento masculino, los costos de producción superaban a los ingresos publicitarios. Esto llevó a cambiar el formato de la radio para ampliar su segmentación. Y esto ocurriría con el cambio de dueño de la radio.

### Variación del formato
A partir de 2000, con el eslogan "La radio del deporte y las noticias", varios periodistas deportivos dejaron la emisora para agregar el perfil informativo que es el más común de la AM de Argentina. Este bastante importante y sorprendente cambio fue debido a que el empresario quien en ese momento había conseguido comprarle a Eduardo Eurnekian, la señal de América TV, Daniel Vila y también el empresario José Luis Manzano, compren la radio debido al alejamiento de su anterior dueño, Torneos y Competencias. Entonces la radio dejó de ser solamente sobre fútbol, sino también se comenzaron a incluir cosas sobre interés general. Aunque se limitaron varias cosas de fútbol, los partidos y muchos programas dedicados a este mismo deporte siguieron funcionando con total normalidad hoy en día. Y se empezaron a incluir nuevos periodistas. Pasaron por la radio personalidades como Nelson Castro (quien informó desde Nueva York los atentados de 2001, al encontrarse casualmente en esa ciudad), Jorge Rial, Mariano Grondona, Santo Biasatti, Mirtha Legrand y Oscar Gómez Castañón. Con el traspaso del control de la radio al Grupo América, arribaron periodistas como Mónica Gutiérrez y Alfredo Leuco. El perfil deportivo se mantuvo, destacándose la cobertura de la Copa Mundial de Fútbol de 2006, siendo la única radio argentina con un estudio en el centro de prensa de Múnich.[cita requerida]
Con la partida de Fernando Niembro a principios de 2008 y de una de las más grandes personalidades de la radio en esos momentos como lo fue Mariano Closs a fines de 2011 y Carlos Bilardo en 2017, solo se mantiene de la propuesta original El Alargue con Cali Fidalgo y Marcelo Baffa†.
Actualmente sus conductores incluyen a Eduardo Aliverti, Gustavo Héctor López, Clara Mariño, Toti Pasman, Facundo Pastor y Paulo Vilouta.